# Marcin Zawiła
Marcin Edward Zawiła (ur. 6 maja 1958 w Jeleniej Górze) – polski polityk, nauczyciel i samorządowiec, prezydent Jeleniej Góry (1990–1994, 2010–2018), poseł na Sejm II, III i VI kadencji (1993–2001, 2007–2010), senator XI kadencji (od 2023).

## Życiorys
Syn Zbigniewa i Joanny. Absolwent II Liceum Ogólnokształcącego w Jeleniej Górze oraz historii na Katolickim Uniwersytecie Lubelskim. W latach 80. działał w opozycji demokratycznej, pełnił m.in. funkcję przewodniczącego Komitetu Obywatelskiego w Jeleniej Górze. Działał też w Niezależnym Zrzeszeniu Studentów. Od 1986 do 1990 był nauczycielem w szkole średniej.
W 1990 wybrany na prezydenta Jeleniej Góry, funkcję tę pełnił do 1994. W latach 90. był także prezydentem Euroregionu Nysa. W latach 1993–2001 sprawował mandat posła na Sejm II kadencji (z ramienia Unii Demokratycznej) i III kadencji (z ramienia Unii Wolności). W 2001 bezskutecznie ubiegał się o reelekcję (UW nie uzyskała mandatów). Po zakończeniu pracy w parlamencie objął stanowisko dyrektora biblioteki publicznej w Jeleniej Górze.
W 2003 objął mandat radnego sejmiku dolnośląskiego II kadencji, zastępując Artura Zielińskiego. W 2004 z rekomendacji UW bez powodzenia kandydował do Parlamentu Europejskiego i w wyborach uzupełniających do Senatu. Działał od 2005 w Partii Demokratycznej, z której w sierpniu 2006 przeszedł do Platformy Obywatelskiej. Z jej listy w tym samym roku skutecznie ubiegał się o reelekcję do sejmiku, a w 2007 ponownie uzyskał mandat posła (VI kadencji). Kandydując w okręgu legnickim, otrzymał 14 133 głosy.
5 grudnia 2010, w wyniku drugiej tury wyborów samorządowych, został wybrany na urząd prezydenta Jeleniej Góry, pokonując ubiegającego się o reelekcję Marka Obrębalskiego. 30 listopada 2014 uzyskał wybór na kolejną kadencję (startując z ramienia własnego komitetu Zmieniamy Jelenią Górę), ponownie w drugiej turze głosowania pokonując swojego poprzednika (startującego z ramienia PO). W październiku 2015 odszedł z PO, jednak w lutym 2016 do niej powrócił. W 2018 nie kandydował w wyborach na prezydenta miasta, uzyskał natomiast mandat radnego sejmiku dolnośląskiego VI kadencji.
W 2023 wystartował do Senatu z ramienia Koalicji Obywatelskiej (w ramach paktu senackiego) w okręgu nr 2. Uzyskał mandat senatora XI kadencji, otrzymując 61 199 głosów i wygrywając m.in. z ubiegającym się o reelekcję Krzysztofem Mrozem. Zasiadł w Komisji Kultury i Środków Przekazu, Komisji Nauki oraz Komisji Spraw Zagranicznych.

## Wyniki w wyborach ogólnopolskich
| Wybory | Komitet wyborczy                 | Komitet wyborczy      | Organ             | Okręg        | Wynik           |
| ------ | -------------------------------- | --------------------- | ----------------- | ------------ | --------------- |
| 1993   |                                  | Unia Demokratyczna    | Sejm II kadencji  | nr 13        | 9057 (5,15%)    |
| 1997   |                                  | Unia Wolności         | Sejm III kadencji | nr 13        | 8469 (5,13%)    |
| 2001   | Sejm IV kadencji                 | Unia Wolności         | nr 1              | 2668 (0,81%) |                 |
| 2004   | Parlament Europejski VI kadencji | Unia Wolności         | nr 12             | 1531 (0,26%) |                 |
| 2004   |                                  | KWW Marcina Zawiły    | Senat V kadencji  | nr 1         | 2668 (12,05%)   |
| 2007   |                                  | Platforma Obywatelska | Sejm VI kadencji  | nr 1         | 14 133 (3,49%)  |
| 2023   |                                  | Koalicja Obywatelska  | Senat XI kadencji | nr 2         | 61 199 (42,03%) |

## Odznaczenia
W 2010 otrzymał Srebrny Krzyż Zasługi.